# Asaba (Nigeria)
Asaba (igbo: Ahaba) to miasto w Nigerii, położone na zachodnim brzegu Nigru, stolica stanu Delta. Liczy około 150 tysięcy mieszkańców.
Miasto założone przez księcia Nnebisi. Było siedzibą Królewskiej Kompanii Nigru.